# Phytophaga
Phytophaga – klad chrząszczy z infrarzędu Cucujiformia. Obejmuje on blisko spokrewnione nadrodziny ryjkowców (Curculionoidea) i stonek (Chrysomeloidea). Grupą siostrzaną jest nadrodzina zgniotków (Cucujoidea).
Do Phytophaga należy 350 000 gatunków co stanowi 40% znanych chrząszczy i czyni go największym kladem w całym rzędzie. 
Kladiogram według Shao-Qian Zhang i współpracowników (2018)
| Phythophaga | \| \| ryjkowce \| \| \| \| \| \| stonki \| \| \| \| |
|             | \| \| ryjkowce \| \| \| \| \| \| stonki \| \| \| \| |
|             | zgniotki                                            |
|             |                                                     |
|             | ryjkowce                                            |
|             |                                                     |
|             | stonki                                              |
|             |                                                     |

|  | ryjkowce |
|  |          |
|  | stonki   |
|  |          |

## Biologia i ekologia
Przedstawiciele Phythophaga wykazują wysoką specjalizację pokarmową, 99% gatunków żeruje na roślinach okrytonasiennych.